# 강가에 앉아서 울다
《강가에 앉아서 울다》는 MBC에서 1996년 10월 16일부터 1996년 10월 17일까지 방영한 기획 특집 드라마이다. 이 드라마는 교통사고 피해자가 가해자로 돌변한 사건을 가족들의 노력으로 파헤친 이야기이다.

## 등장 인물
- 고두심 : 정숙 역 - 박찬호의 아내
- 황인용 : 박찬호 역 - 체육교사, 교통사고 사망
- 길용우 : 박찬수 역 - 박찬호의 동생
- 이경진 : 박찬수의 아내 역
- 심양홍 : 강신흥 이사 역 - 박찬수의 직장상사
- 이희도 : 최 대리 역 - 박찬호의 부하직원
- 김호영 : 교통사고 목격자 아이의 아버지 역
- 김동주 : 교통사고 목격자 아이의 어머니 역
- 양택조 : 버스회사 상무 역
- 이은철 : 이 기사 역 - 사고버스 운전기사
- 문회원 : 이 교수 역 - 박찬호의 친구, 교통사고 목격자
- 남영진 : 이 교사 역 - 박찬호의 동료교사, 보조석 동승자
- 김정하 : 이 교사의 아내 역 - 뒷좌석 동승자
- 강남길 : 교통사고 분석가 역
- 전인택 : 교통사고 담당검사 역
- 박경순 : 검찰 조사관 역
- 정한헌 : 박 경장 역 - 교통사고조사반 경찰
- 오현섭 : 교통사고조사반 경찰 역
- 오형준 : 김 형사 역
- 차윤회 : 최정무 역 - 교통사고 목격자인 마을주민
- 박종설 : 김대진 역 - 교통사고 목격자인 버스승객
- 윤순홍 : 변호사 역 - 박찬수의 동창
- 전나연 : 박 여사 역
- 이숙
- 김홍석
- 박홍팔
- 한춘일
- 이원재 : 교통사고로 조사받는 운전자 역
- 이승환
- 박희정
- 최범호
- 김현남
- 김지연 : 정숙의 딸 역
- 주선웅 (아역) : 교통사고 목격자 역
- 채민희 (아역) : 둘째 딸 역
- 김성실 (아역)
- 최민석 (아역)
- 이상진 (아역)

| 문화방송 수목드라마                              | 문화방송 수목드라마                                      | 문화방송 수목드라마                      |
| 이전 작품                                        | 작품명                                                   | 다음 작품                                |
| ------------------------------------------------ | -------------------------------------------------------- | ---------------------------------------- |
| 사과꽃 향기 (1996년 4월 24일 ~ 1996년 10월 10일) | 강가에 앉아서 울다 (1996년 10월 16일 ~ 1996년 10월 17일) | 미망 (1996년 10월 23일 ~ 1997년 5월 1일) |